# Varbergs Basket
Varbergs Basket är en basketklubb i Varbergs centralort. Verksamheten bedrivs i Varbergs Baskethall, som har adress Birger Svenssons väg 16 Varberg. Hallen, som också kallas Bagheerahallen är belägen i före detta fabrikslokaler på Lassabackaområdet.  Föreningen har aktiva herrlag, damlag och ungdomslag. 